# Komorica (Zlarin)
Komorica je nenaseljeni otočić u hrvatskom dijelu Jadranskog mora.
Njegova površina iznosi 0,047 km². Dužina obalne crte iznosi 0,85 km.